# Frontmatec
Frontmatec Group ApS er en international dansk producent af automatiserede systemer og maskiner til forarbejdning af svinekød og oksekød samt software til forskellige brancher. Deres teknologier benyttes bl.a. på slagterier, i kødproduktion og til forskellige hygiejnetiltag. De har ca. 1.000 ansatte i flere lande. Siden 2022 er de ejet af amerikanske Bettcher Industries. 
I 2016 blev holdingselskabet Frontmatec Group etableret, hvilket samler Frontmatec Skive, Frontmatec Tandslet og flere udenlandske selskaber.